# Sindaci di Fagnano Castello
Di seguito l'elenco cronologico dei sindaci di Fagnano Castello e delle altre figure apicali equivalenti che si sono succedute nel corso della storia.

## Regno di Napoli (1302-1816)

### Periodo Asburgo di Spagna (1516–1647)
| Periodo | Periodo | Primo cittadino | Partito | Carica  | Note |
| ------- | ------- | --------------- | ------- | ------- | --- |
| 1609    |         | Dante Formoso   |         | Sindaco | Durante il suo governo, egli alzò di rango Fagnano Castello da casale (quello che oggi consideriamo una frazione) a università (ovvero un comune), con l'approvazione dell'allora barone di Fagnano, Giovan Battista Falangola, assieme ai governatori della Calabria Citra, Francesco di Donato e Marsilio Giuliano. |

## Regno delle Due Sicilie (1806-1861)

### Periodo Napoleonico (1806-1815)
| Periodo | Periodo | Primo cittadino  | Partito | Carica  | Note |
| ------- | ------- | ---------------- | ------- | ------- | --- |
| 1806    | 1809    | Gennaro Genco    |         | Sindaco | Durante il suo governo, il Sindaco, il Decurione Pietro Marchese e il cancelliere comunale Pasquale Spinicella, furono rinviati a giudizio con decreto di Gioacchino Murat dell'8 settembre 1808, perché contro di loro l'arciprete Saverio Iacovino era ricorso al Re con accuse che gli interessati definirono "nate da un guasto e torbido cervello". |
| 1809    | 1810    | Pasquale Pepe    |         | Sindaco | |
| 1810    | 1811    | Francesco Giglio |         | Sindaco | |
| 1811    | 1812    | Pietro Marchese  |         | Sindaco | |
| 1812    | 1815    | Luigi Iacovini   |         | Sindaco | A seguito di una richiesta da parte del Comune di Fagnano Castello, il 4 gennaio 1812, il Commissario del Re emanò una ordinanza per la divisione dei Demani tra il comune di Fagnano e il comune di Malvito. |
| 1815    | 1816    | Francesco Giglio |         | Sindaco | |

### Periodo Borbonico di Napoli (1818-1861)
| Periodo | Periodo | Primo cittadino       | Partito | Carica  | Note |
| ------- | ------- | --------------------- | ------- | ------- | --- |
| 1817    | 1819    | Luigi Iacovini        |         | Sindaco | |
| 1820    | 1823    | Pietrangelo Frassetti |         | Sindaco | |
| 1823    | 1824    | Domenico Fusillo      |         | Sindaco | |
| 1825    | 1826    | Pasquale Giglio       |         | Sindaco | |
| 1826    | 1828    | Tommaso Frassetti     |         | Sindaco | |
| 1829    | 1834    | Giovanni Marchese     |         | Sindaco | |
| 1835    | 1838    | Tommaso Frassetti     |         | Sindaco | |
| 1839    | 1843    | Giovanni Marchese     |         | Sindaco | Nella riunione consiliare del 10/XI/1839 il sindaco e il decurionato, deliberarono la costruzione del cimitero in ottemperanza al decreto del 1804 che proibiva le sepolture in chiese e alla legge sui cimieri del 1817. Con un ritardo di oltre 20 anni diedero esecuzione alla legge napoleonica sui cimiteri. |
| 1844    | 1847    | Michele Nudi          |         | Sindaco | Nel 1844 vengono terminati i lavori del cimitero. Il tutto costò 646 ducati (circa 20000 euro). |
| 1847    | 1848    | Giovanni Giglio       |         | Sindaco | |
| 1848    | 1853    | Generoso Genchi       |         | Sindaco | |
| 1854    | 1855    | Saverio Pepe          |         | Sindaco | |
| 1855    | 1858    | Pietro Frassetti      |         | Sindaco | |
| 1859    | 1860    | Giuseppe Pepe         |         | Sindaco | |

## Regno d'Italia (1861-1946)

### Carica di Sindaco nominata (1861-1889)
| Periodo | Periodo | Primo cittadino    | Partito | Carica  | Note |
| ------- | ------- | ------------------ | ------- | ------- | --- |
| 1861    | 1862    | Pasquale Farsetti  |         | Sindaco | |
| 1862    | 1866    | Filiberto Iacovini |         | Sindaco | Con Regio Decreto del 4 gennaio 1863, al nome di Fagnano fu aggiunta la parola Castello, probabilmente per distinguerlo con altri Fagnano esistenti in Italia. Durante il suo mandato furono trucidati più di cento contadini inermi da Pietro Fumel, uccidendo molti uomini innocenti. |
| 1867    | 1869    | Generoso Genchi    |         | Sindaco | |
| 1869    | 1875    | Raffaele Nudi      |         | Sindaco | |
| 1876    | 1882    | Filiberto Iacovini |         | Sindaco | |
| 1882    | 1885    | Vincenzo Nudi      |         | Sindaco | |
| 1885    | 1886    | Luigi Miceli       |         | Sindaco | |
| 1886    | 1889    | Vincenzo Nudi      |         | Sindaco | |

### Carica di Sindaco elettiva (1889-1926)
| Periodo | Periodo | Primo cittadino     | Partito | Carica      | Note |
| ------- | ------- | ------------------- | ------- | ----------- | --- |
| 1890    | 1891    | Reginaldo Fusillo   |         | Sindaco     | |
| 1891    | 1904    | Achille Gigli       |         | Sindaco     | |
| 1905    | 1906    | Francesco Loffredo  |         | Comm. pref. | |
| 1906    | 1907    | Giuseppe Formoso    |         | Comm. pref. | |
| 1914    | 1920    | Francesco Nudi      |         | Sindaco     | |
| 1920    | 1924    | Francesco Splendore |         | Sindaco     | Il 16 aprile 1921 viene fondata la Cassa rurale di Fagnano Castello da 20 soci fra i quali l'arciprete Luigi De Gregorio, la cui quota era di lire 2. |
| 1924    | 1926    | Francesco Nudi      |         | Sindaco     | |

### Periodo dell'ordinamento podestarile (1927-1943)
| Periodo | Periodo | Primo cittadino      | Partito                    | Carica      | Note                                                                          |
| ------- | ------- | -------------------- | -------------------------- | ----------- | ----------------------------------------------------------------------------- |
| 1926    | 1929    | Demeo Paolo Settimio | Partito Nazionale Fascista | Podestà     |                                                                               |
| 1930    | 1933    | Carlo Campagna       | Partito Nazionale Fascista | Comm. pref. |                                                                               |
| 1934    | 1935    | Giuseppe Cornacchia  | Partito Nazionale Fascista | Comm. pref. |                                                                               |
| 1935    | 1936    | Francesco Nudi       | Partito Nazionale Fascista | Podestà     | Viene sciolta la Cassa Rurale di Fagnano dall'assemblea per attività ridotte. |
| 1936    | 1937    | Giulio Tocci         | Partito Nazionale Fascista | Podestà     |                                                                               |
| 1938    | 1939    | Paolo Bruno          | Partito Nazionale Fascista | Comm. pref. |                                                                               |
| 1939    | 1943    | Michelangelo Formoso | Partito Nazionale Fascista | Comm. pref. |                                                                               |

### Periodo costituzionale transitorio (1943-1946)
| Periodo | Periodo | Primo cittadino  | Partito              | Carica      | Note |
| ------- | ------- | ---------------- | -------------------- | ----------- | --- |
| 1943    | 1944    | Alfonso Esposito | Democrazia Cristiana | Comm. pref. | Durante il suo mandato, i soldati tedeschi del 76º Panzerkorps, sotto il comando del generale Traugott Herr, fecero saltare in aria il ponte sovrastante il torrente "Migliuolo", per interrompere le comunicazioni con Cetraro. Il generale e i soldati seguirono gli ordini di ritirata datogli durante l'operazione Asse dall'OKW attraverso Albert Kesselring. A Fagnano non passò nessuna truppa alleata, a causa della distruzione del suddetto ponte. |
| 1945    | 1946    | Alfonso Esposito | Democrazia Cristiana | Sindaco     | |

## Repubblica Italiana (1946-oggi)

### Elezione consiliare del Sindaco (1946-1993)
| Periodo | Periodo | Primo cittadino           | Partito                     | Carica      | Note |
| ------- | ------- | ------------------------- | --------------------------- | ----------- | --- |
| 1946    | 1952    | Giuseppe Lanzillotta      | Democrazia Cristiana        | Sindaco     | Durante il suo mandato, con delibera n°2 del 1948, approvata dalla Giunta Provinciale, il 17 novembre 1949 si approva la nascita della scuola media a Fagnano Castello, con l'autorizzazione dell'allora Ministero della Pubblica Istruzione, Guido Gonella. |
| 1952    | 1962    | Giovanni Sirena           | Democrazia Cristiana        | Sindaco     | Durante il suo mandato, esattamente nel 1959, la Scuola Media fu statalizzata (cioè lo Stato si fece carico di tutte le spese) sotto la sorveglianza della Scuola Media di Roggiano Gravina. Inoltre il 18 luglio 1959 venne ricostituita la Cassa Rurale di Fagnano Castello per iniziativa di Eugenio De Rose che fu eletto primo presidente, contava 144 soci e la quota sociale era di lire 1000.                           |
| 1962    | 1964    | Umile Fiore               |                             | Sindaco     | |
| 1965    | 1967    | Fiore Gordano             | Partito Comunista Italiano  | Sindaco     | |
| 1968    | 1969    | Nicola Bosa               |                             | Comm. pref. | |
| 1969    | 1973    | Enzo Brusco               | Democrazia Cristiana        | Sindaco     | Su iniziativa del sindaco, il Ministro Riccardo Misasi autorizza la nascita a Fagnano Castello del Liceo Classico, come sede staccata di un Liceo Classico di Cosenza. Viene anche istituito un Istituto Tecnico Industriale nel paese, per volontà di un gruppo di docenti locali. Viene inoltre ampliato per la prima volta il cimitero comunale, venendo costruita quella zona che nel 2009 è smottata a causa di una frana. |
| 1974    | 1979    | Giuseppe Sirena           | Democrazia Cristiana        | Sindaco     | |
| 1979    | 1983    | Francesco Giglio          | Partito Comunista Italiano  | Sindaco     | |
| 1983    | 1984    | Giuseppe Rogato           | Partito Socialista Italiano | Sindaco     | |
| 1985    | 1986    | Francesco Giglio          | Partito Comunista Italiano  | Sindaco     | |
| 1986    | 1990    | Toniella de Rose          | Partito Comunista Italiano  | Sindaco     | Nel 1988, con delibera N°29, si approva un secondo ampliamento ad est del cimitero comunale. |
| 1990    | 1993    | Mario Salvatore Orsomarso | Partito Socialista Italiano | Sindaco     | |

### Elezione diretta del Sindaco (1993-oggi)
| Periodo | Periodo   | Primo cittadino      | Partito                                  | Carica  | Note |
| ------- | --------- | -------------------- | ---------------------------------------- | ------- | --- |
| 1993    | 1994      | Toniella de Rose     | Partito Democratico della Sinistra       | Sindaco | |
| 1994    | 2002      | Luigi Rinaldo Brusco | Lista civica                             | Sindaco | Il 22 settembre 1999 venne inaugurato l'edificio scolastico in cui ha sede l'attuale Scuola Secondaria di I grado di primo grado. |
| 2002    | 2007      | Lorenzo Avolio       | Lista civica                             | Sindaco | Il suo mandato si è interrotto il 12 gennaio 2007 a seguito delle dimissioni rassegnate dalla maggioranza dei consiglieri. |
| 2007    | 2012      | Luigi Rinaldo Brusco | Lista civica                             | Sindaco | La mattina del 28 Gennaio 2009 l'ala Sud-Est del cimitero comunale di Fagnano viene colpita da una frana. Quest'area, edificata nel 1969 dalla Giunta dell'allora sindaco Enzo Brusco, venne costruita senza parere geologico, poiché non previsto all'epoca. |
| 2012    | 2017      | Giulio Tarsitano     | Lista civica "Trasparenza e Legalità"    | Sindaco | |
| 2017    | 2022      | Giulio Tarsitano     | Lista civica "Fagnano Positiva"          | Sindaco | |
| 2022    | in carica | Raffaele Giglio      | Lista civica "Fagnano Attiva e Solidale" | Sindaco | |